# Turnix ocellatus
El torillo ocelado (Turnix ocellatus) es una especie de ave caradriforme de la familia Turnicidae endémica de Filipinas.

## Distribución
Es endémico de las islas de Luzón y la próxima Marinduque, en el norte del archipiélago filipino.